# …E lo chiamarono Spirito Santo
…E lo chiamarono Spirito Santo (dt.: „… und sie nannten ihn den Heiligen Geist“) ist ein 1971 von Roberto Mauri gedrehter Italowestern, der im deutschen Sprachraum nicht aufgeführt wurde.

## Handlung
Ein Ranchbesitzer befreit Spirito Santo aus dem Gefängnis und heuert ihn an, um einen Goldtransport per Zug zu überfallen. Spirito Santo verpflichtet daraufhin einige Leute und führt den Überfall durch, wobei Consuelo, die Tochter des Ranchers und von Spirito Santo geliebt, ums Leben kommt. Der Rancher macht Spirito Santo heftige Vorwürfe und attackiert ihn, woraufhin ihn dieser töten muss.
Ein indianischer Sheriff, der sich als Consuelos Bruder entpuppt, verhaftet Spirito Santo, von dessen Schuld er überzeugt ist. Mehrere Male könnte Spirito Santo den Sheriff töten, klärt jedoch lieber zusammen mit ihm den Mord auf.

## Kritik
Deutlich ablehnend äußern sich die Segnalazioni Cinematografiche: „Besteht ausschließlich aus Western-Klischees, die auch noch lustlos vorgetragen werden.“ Genrekenner Christian Keßler hält dagegen: „Das Drehbuch ist flüssig und unterhaltsam, hat sogar einige wirklich gute Ideen im Handgepäck. […] Mit einem spannenden Finale und traurigem Ausgang.“

## Bemerkungen
In Frankreich wurde der Titelheld in „Sacramento“ umbenannt.